# 国外犯罪被害弔慰金等の支給に関する法律
国外犯罪被害弔慰金等の支給に関する法律（こくがいはんざいひがいちょういきんとうのしきゅうにかんするほうりつ、平成28年6月7日法律第73号）は、国外犯罪行為により死亡した日本国民の遺族に国外犯罪被害弔慰金（200万円）を支給したり重度の障害が残った日本国民に国外犯罪被害障害見舞金（100万円）を支給したりすることに関する日本の法律である。略称は国外犯罪被害弔慰金支給法。

## 概要
犯罪被害者への救済をめぐっては、1981年（昭和56年）に施行された犯罪被害者等給付金の支給等による犯罪被害者等の支援に関する法律に基づく犯罪被害給付制度があるが、同制度では日本国内と日本の船舶内・航空機内での犯罪被害が対象であり、海外での犯罪被害は対象外であった。
2013年（平成25年）2月12日に発生したグアム無差別殺傷事件で、日本人観光客13人が巻き込まれ3人が犠牲となったことなどを契機に、法制定へ向けた活動が行われていた。
2016年（平成28年）6月1日に議員立法として成立したが、同年7月1日にバングラデシュで発生したダッカ・レストラン襲撃人質テロ事件で、日本人7人が犠牲となったことを受け、政府は同年7月12日の閣議で、施行されるまでの間、特別支給金を支給することを決定した。
2016年（平成28年）11月30日から施行され、施行後に行われた国外犯罪行為による死亡又は障害について適用される（附則1条）。
ただ、障害見舞金の支給の条件が「両眼の失明」や「両上肢を肘関節以上で失う」などと厳しく、また支給される額も少額であるなどの課題も残された。

## 法律の内容
- 国外犯罪被害弔慰金と国外犯罪被害障害見舞金の額や支給の条件などについては、以下のように定められている。
  - 国外犯罪被害弔慰金は、1人当たり200万円とし（8条1項）、国外犯罪行為により死亡した者の下記による第1順位の遺族に一時金として支給する（4条1号）。
  - 弔慰金の支給を受けることができる遺族は、国外犯罪被害者の死亡の時において、以下に該当する者[注釈 2]とし（5条1項）、その順位は、以下の順序とし、2号及び3号のうちでは記載された順序とする（5条3項）。
    - 配偶者（事実婚の配偶者を含む。）（1号）
    - その収入によって生計を維持していた子、父母、孫、祖父母及び兄弟姉妹（2号）
    - 前号に該当しない子、父母、孫、祖父母及び兄弟姉妹（3号）

  - 国外犯罪被害障害見舞金は、1人当たり100万円とし（8条3項）、国外犯罪行為により障害が残った者に一時金として支給する（4条2号）。
  - ただし、国外犯罪被害者について、加害者との間に親族関係があるとき・高度の危険が予測される地域に所在していたとき・国外犯罪行為を誘発したときのほか、社会通念上不適切と認められるときなどは支給しないことができ（6条）、国から賞恤金や弔慰金など[5]が支給される場合は支給しない（7条）。

- 国外犯罪被害弔慰金と国外犯罪被害障害見舞金の支給を受ける手続などについては、以下のように定められている。
  - 支給を受けようとする者は、都道府県公安委員会に申請し、裁定を受けなければならない（9条1項）。申請時に日本国内に住所を有しない場合は、その住所を管轄する領事官や最寄りの領事官[注釈 3]を経由して行うことができる（9条2項）。

## 経過

### 国会での審議
第186回国会で衆議院に議員立法として、弔慰金の額が100万円であること・障害見舞金の規定がないことを除いてこの国外犯罪被害弔慰金等の支給に関する法律と同一の事項について定める「国外犯罪被害者の遺族に対する弔慰金の支給に関する法律案」が提出されたが閉会中審査となり、第187回国会で衆議院が解散されたため廃案となった。
第190回国会で衆議院内閣委員会で委員会提出法案として「国外犯罪被害弔慰金等の支給に関する法律案」が提出され、2016年（平成28年）5月19日に衆議院で可決され、同年6月1日に参議院で可決され、成立した。

### 成立から施行まで
2016年（平成28年）6月7日に公布され、「公布の日から起算して六月を超えない範囲内において政令で定める日から施行」することとなり（附則1条）、同年12月7日までに施行されることとなった。
2016年（平成28年）8月12日に国外犯罪被害弔慰金等の支給に関する法律の施行期日を定める政令が公布され、同年11月30日から施行することとされた。
2016年（平成28年）11月30日から施行され、施行後に行われた国外犯罪行為による死亡又は障害について適用される（附則1条）。

## 構成
- 第1条（趣旨）
- 第2条（定義）
- 第3条（国外犯罪被害弔慰金等の支給）
- 第4条（国外犯罪被害弔慰金等の種類等）
- 第5条（遺族の範囲及び順位）
- 第6条（国外犯罪被害弔慰金等を支給しないことができる場合）
- 第7条（支給の制限）
- 第8条（国外犯罪被害弔慰金等の額）
- 第9条（裁定の申請）
- 第10条（公安委員会等による援助）
- 第11条（裁定等）
- 第12条（国家公安委員会への情報提供等）
- 第13条（裁定のための調査等）
- 第14条（国家公安委員会規則への委任）
- 第15条（不正利得の徴収）
- 第16条（時効）
- 第17条（国外犯罪被害弔慰金等の支給を受ける権利の保護）
- 第18条（公課の禁止）
- 第19条（戸籍事項の無料証明）
- 第20条（事務の区分）
- 第21条（地方自治法の特例）
- 第22条（審査請求と訴訟との関係）
- 第23条（政令への委任）
- 附則